# Isohypsibius canadensis
Isohypsibius canadensis är en djurart som tillhör fylumet trögkrypare, och som först beskrevs av Murray 1910.  Isohypsibius canadensis ingår i släktet Isohypsibius och familjen Hypsibiidae. Inga underarter finns listade i Catalogue of Life.